# Atsumori
Atsumori (敦盛) est une pièce japonaise du théâtre nô (2e catégorie, shura mono) de Zeami Motokiyo, consacrée à Taira no Atsumori, jeune samouraï tué au cours de la guerre de Genpei et à son meurtrier, Kumagai Naozane. La mort d'Atsumori est rapportée de façon tragique dans le Heike monogatari, chronique poétique à l'origine de cette pièce et de nombreuses autres œuvres.

## Contexte
Atsumori, environ 15 ans à l'époque de la bataille d'Ichi-no-Tani (1184), est tué par Kumagai Naozane, le guerrier des Minamoto. Dans le Heike monogatari et de nombreuses œuvres qui en découlent, le thème reprend un épisode particulièrement tragique. Atsumori est aussi, comme beaucoup de ses frères Taira, dépeint comme un courtisan et poète, pas vraiment préparé pour la bataille. Il est dit avoir apporté une flûte à la bataille, preuve de sa nature pacifique et courtoise ainsi que de sa jeunesse et de sa naïveté. Kumagai note également qu'aucun de ses compagnons guerriers Genji (Minamoto) ne sont cultivés au point de chevaucher dans la bataille avec une flûte. L'analyse de Royall Tyler qui précède sa traduction de la pièce, met l'accent sur le contraste entre Atsumori, le jeune et pacifique courtisan et joueur de flûte, et Kumagai, le combattant plus aguerri.

## Intrigue
L'action de la pièce a lieu quelques années après la fin de la guerre de Genpei. C'est un exemple du genre mugen (rêve) du théâtre nô, même si elle en diffère légèrement en ce que le fantôme est généralement sans rapport avec la personne qui le voit. Le fantôme d'Atsumori, déguisé en faucheur d'herbe, tient le rôle du shite. Kumagai, devenu moine et ayant changé son nom pour celui de Renshō (ou Rensei), est personnifié par le waki.
La pièce commence avec l'arrivée de Renshō à Ichi-no-Tani, aussi appelé Suma, endroit qui figure en bonne place dans un certain nombre de textes classiques et a donc de nombreuses couches de signification dans le nô ; des références sont faites tout au long de la pièce à d'autres événements qui ont eu lieu là-bas, en particulier ceux du Genji monogatari et du Ise monogatari. Le moine cherche à demander pardon à Atsumori et à calmer son esprit. Sur place, il rencontre un jeune joueur de flûte et ses compagnons ; il parle avec eux brièvement de flûte et d'Atsumori avant que le jeune homme ne révèle qu'il est lié à Atsumori et là se clôt le premier acte.
Entre les deux actes se trouve un interlude kyōgen comme il est très habituel et traditionnel dans le théâtre nô. Un des acteurs du kyōgen, sous couvert d'un villageois anonyme, parle avec Renshō et rapporte à l'auditoire l'histoire d'Atsumori et de Kumagai et de la bataille de Ichi-no-Tani.
Le second acte commence là où le premier s'est terminé, avec Renshō qui récite des prières pour Atsumori qui apparaît à présent. L'acteur qui jouait le jeune dans le premier acte a maintenant changé de costumes et incarne Atsumori. C'est un dispositif très commun dans les pièces nô les plus classiques et il est implicite que le jeune de tantôt était le fantôme déguisé d'Atsumori. Atsumori (avec le chœur chantant pour lui) raconte son histoire tragique de son point de vue, la rejouant en forme de danse. La pièce se termine alors tandis que Renshō refuse de rejouer son rôle dans la mort d'Atsumori. Le fantôme déclare que Renshō n'est pas son ennemi et demande au moine de prier pour sa libération (lié au royaume des mortels par la puissance émotionnelle de sa mort, le fantôme d'Atsumori est incapable de se déplacer).

## Vers connus
思へばこの世は常の住み家にあらず

En vérité, ce monde n'est pas habité éternellement
草葉に置く白露、水に宿る月よりなほあやし

C'est plus transitoire que des gouttes de rosée sur les brins d'herbe ou que la lune reflétée dans l'eau.
金谷に花を詠じ、榮花は先立つて無常の風に誘はるる

Après avoir récité la poésie des fleurs à Kanaya, toute gloire est maintenant partie avec le vent de l'impermanence.
南楼の月を弄ぶ輩も　月に先立つて有為の雲にかくれり

Ceux qui jouent tranquillement avec la lune de la tour sud, se cachent maintenant dans le nuage de Saṅkhāra (en).
人間五十年、化天のうちを比ぶれば、夢幻の如くなり

La vie humaine ne dure que 50 ans, la vie humaine contraste avec la vie du Geten, elle n'est que rêve et illusion.
一度生を享け、滅せぬもののあるべきか

Une fois reçue la vie de Dieu, il n'y a rien qui ne périsse.
これを菩提の種と思ひ定めざらんは、口惜しかりき次第ぞ

À moins de considérer ceci comme une graine même de l'éveil, c'est une vérité douloureuse !
C'est un vers très célèbre dont on sait qu'il était souvent chanté par Oda Nobunaga. Le Geten (化天, Gerakuten 化楽天 ou Nirmaannarati) est un monde imaginaire de cupidité et de désir dans le bouddhisme.
Selon les écritures, une journée dans le Geten est égale à une année dans notre monde et un habitant du Geten vit 8 000 ans.